# Wilfried Auerbach

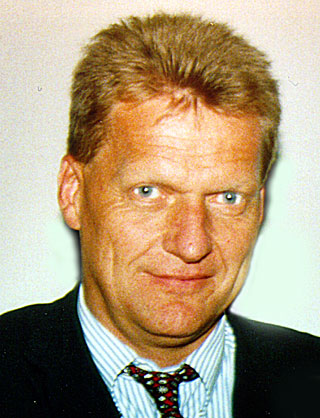
Wilfried Auerbach (2008)

Wilfried Auerbach (* 17. März 1960 in Linz) ist ein österreichischer Sportler, Politiker und Unternehmensberater.
Er startete als Ruderer bei den Olympischen Sommerspielen 1980 in Moskau und den Olympischen Sommerspielen 1984 in Los Angeles. 1980 wurde er zusammen mit Thomas Linemayr Neunter im Zweier ohne Steuermann, 1984 erreichte er ebenfalls mit Linemayr Rang sieben im Doppelzweier. Beste Platzierung bei Ruder-Weltmeisterschaften war Rang neun in Duisburg 1983.
Danach arbeitete Auerbach als Marketingmanager in Firmen wie Philip Morris, Hipp, Berglandmilch und als Geschäftsführer der Pelletsverband Deutschland (PVD), zuletzt als selbständiger Unternehmensberater. 
Bis ins Frühjahr 2008 stand Auerbach dem Verein Freundeskreis für Kultur und Zeitgeschichte mit Sitz im Schloss Hochscharten in Waizenkirchen als Obmann vor, der für seine Veranstaltungen mit Neonazi-Größen wie David Irving und Gerd Honsik bekannt ist. Auerbach gab an, vom Charakter dieser Veranstaltungen nichts gewusst zu haben.
Wilfried Auerbach war Spitzenkandidat der Partei Unabhängige Bürgerinitiative Rettet Österreich bei der Nationalratswahl in Österreich 2008.